# Barynema australicum
Barynema australicum is een schietmot uit de familie Odontoceridae. De soort komt voor in het Australaziatisch gebied.